# Collapse Within
Collapse Within ist eine italienische Slam-Death-Metal-Band aus Mailand, die im Jahr 2006 gegründet wurde.

## Geschichte
Die Band wurde im Mai 2006 von dem Sänger Jericho und den Gitarristen Max Morghuer und S8N Henry gegründet. Kurze Zeit später stieß der Bassist Loic dazu. Nach monatelanger erfolgloser Suche wurde Ema als Schlagzeuger hinzugefügt. Nachdem im Dezember 2006 drei Lieder aufgenommen worden waren, schlossen sich im September des Folgejahres die Aufnahmen zum Debütalbum Worldwide Extinction an. Anfang Oktober verließ S8N Henry die Besetzung, welcher nach ein paar Monaten durch Ursula ersetzt wurde. 2008 unterzeichnete die Gruppe einen Plattenvertrag bei Punishment 18 Records, worüber das Debütalbum veröffentlicht wurde.

## Stil
Paolo Gregori von rockline.it ordnete die Band in seiner Rezension zu Worldwide Extinction dem Slam Death Metal zu.

## Diskografie
- 2008: Worldwide Extinction (Album, Punishment 18 Records)